# Petting - A home video
Petting - A home video er en eksperimentalfilm instrueret af Anna Bridgwater efter eget manuskript.

## Handling
Petting er sex, som aldrig når til biddet. Ingen når til biddet i denne video, hvor nærighed sætter en stopper for alt.